# 10056 Johnschroer
10056 Johnschroer este un asteroid din centura principală de asteroizi.

## Descriere
10056 Johnschroer este un asteroid din centura principală de asteroizi. A fost descoperit pe 19 ianuarie 1988 la Observatorul La Silla de Henri Debehogne. Asteroidul prezintă o orbită caracterizată de o semiaxă mare de 2,35 ua, o excentricitate de 0,07 și o înclinație de 5,7° în raport cu ecliptica.